# Hugh Halkett
Sir Hugh friherre von Halkett, GCH, CB (født 30. august 1783 i Musselburgh, East Lothian ved Edinburgh, død 29. juli 1863 i Hannover) var en hannoveransk general, bror til Colin Halkett.

## Karriere
Som 15-årig trådte han som løjtnant ind i den skotske brigade, var 1801 fører for en afdeling erstatningsmandskab til Ostindien og trådte 1803 ind i den tysk-engelske legion, i hvilken han deltog i ekspeditionen til Hannover 1805 og til Rügen 1807 og udmærkede sig som major 1807 ved København. 1808 ledsagede han ekspeditionen til Sverige, var samme år i Spanien og det følgende år deltager i Schelde-ekspeditionen under Lord Chatham. 1810 drog han atter til Spanien, deltog i belejringen af Badajoz og udmærkede sig i kampene ved Albuera og Venta del Pozo. 1812 forfremmedes han til oberstløjtnant og førte det følgende år forstærkning til Wallmodens korps i Mecklenburg, hvor han fik kommandoen over en hannoveransk brigade, med hvilken han udmærkede sig i fægtningen ved Göhrde og ved Sehested. 1814 udnævntes han til oberst i den hannoveranske hær, førte sin brigade med udmærkelse i Slaget ved Waterloo, navnlig i kampen om slottet Haugomont, sprængte en af Kejsergardens karreer og tog personligt general Pierre Cambronne til fange. 1818 vendte han tilbage til Tyskland med okkupationshæren, anvendtes i betydelige militære og diplomatiske missioner, forfremmedes 1834 til generalmajor og kommanderede efterhånden 2. og 1. Infanteridivision.

### Treårskrigen
1848 fik han kommandoen over 10. Forbunds-Armékorps, der ilede slesvigholstenerne til hjælp. En del af disse tropper blev grundigt slået den 28. maj af general Hans Hedemann, og general Halkett deltog 5. juni med en brigade af sine tropper sammen med en preussisk brigade i det mislykkede forsøg på at forjage de danske tropper fra Sundeved.

### Sidste år
Halkett var imidlertid blevet udnævnt til general af infanteriet og blev efter felttoget generalinspektør. På grund af blindhed tog han sin afsked 1858 og ophøjedes 1862 til friherre.

## Dekorationer
Halkett modtog en lang række dekorationer, heriblandt Den Sorte Ørns Orden, Pour le Mérite, Order of the Bath, Guelferordenen og Sankt Annas Orden.